# Sistema Único de Segurança Pública

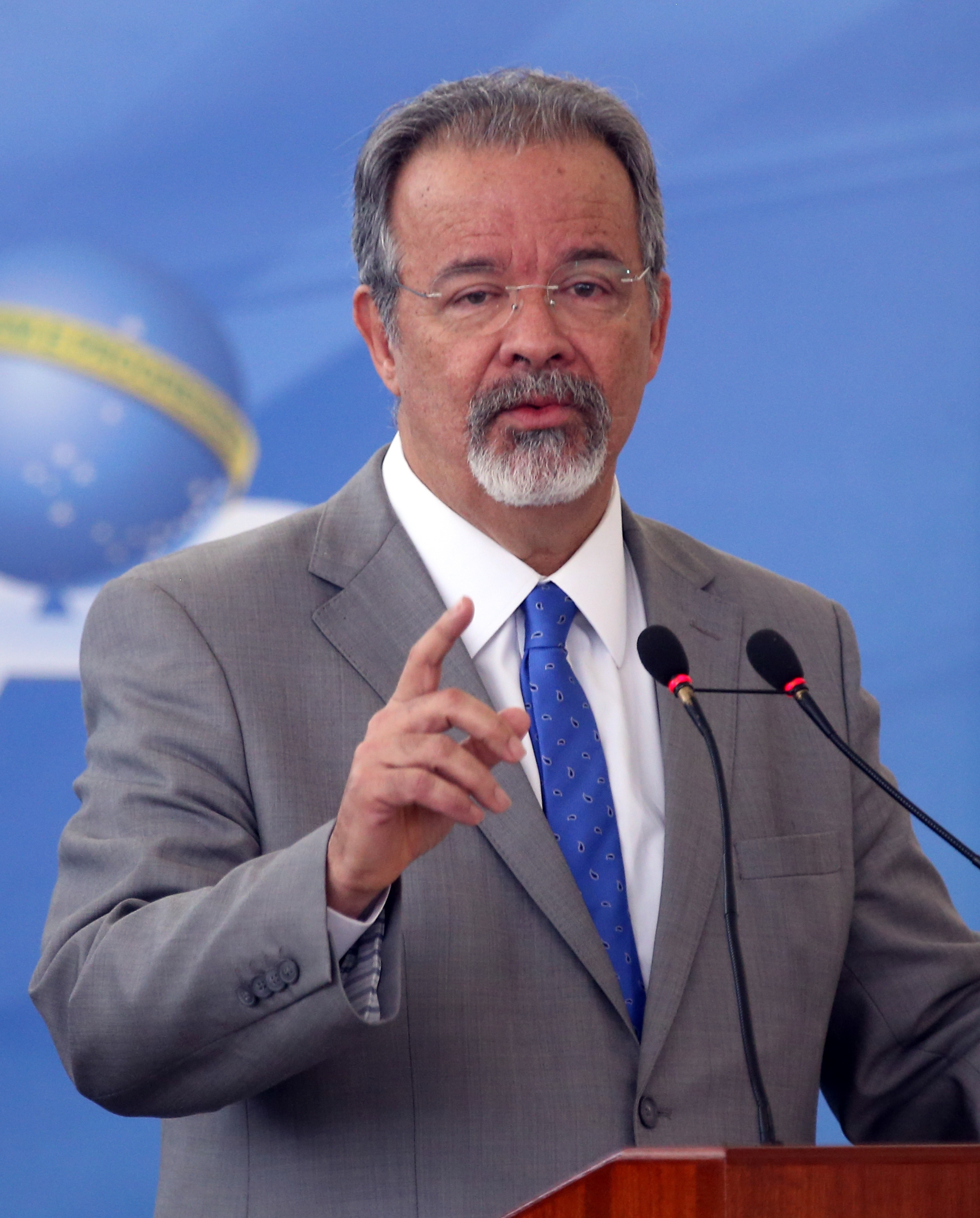
Raul Jungmann, ministro da segurança no governo de Michel Temer.

O Sistema Único de Segurança Pública (Susp) foi instituído pela Lei Nº 13,675 no dia 11 de junho de 2018. O Susp visa integrar os órgãos de segurança e inteligência; padronizar informações, estatísticas e procedimentos; entre diversas outras medidas visando a integração das forças de segurança. Com a lei, também foi criada a Política Nacional de Segurança Pública e Defesa Social (PNSPDS).
No mesmo dia, Michel Temer, que sancionou a lei, também editou uma Medida Provisória que transfere parte dos recursos arrecadados pelas loterias federais para o Ministério da Segurança Pública. Para Jungmann, a estimativa é que a pasta da segurança pública receba mais 800 milhões de reais até o fim do ano com esses recursos, além dos 13 bilhões já previstos no orçamento.
As medidas foram sancionadas dias depois de uma onda de ataques com ônibus incendiados e execuções em Minas Gerais e no Rio Grande do Norte, atribuídas à facção criminosa Primeiro Comando da Capital (PCC). No Rio de Janeiro, que estava sob intervenção federal na segurança pública, sete corpos de homens apontados como traficantes foram encontrados no fim de semana, jogados sobre rochas à beira-mar. Temer afirmou que "somos todos vítimas de uma criminalidade cada vez mais sofisticada, e isso exige um combate sofisticado”.

## Tramitação
No dia 11 de abril, a Câmara dos Deputados aprovou o Projeto de Lei 3734/12, de iniciativa do poder executivo, que cria o Susp e a PNSPDS.
Após passar pela Câmara dos Deputados, o projeto foi aprovado pela Comissão de Constituição e Justiça (CCJ) do Senado no dia 16 de maio, após sessões de debates. A principal crítica à proposta foi pela inclusão das políticas de atendimento socioeducativo no novo sistema único. Após terem aprovado o projeto por maioria simbólica, os parlamentares decidiram manter, por 41 votos a 16, o Sistema Nacional de Atendimento Socioeducativo (Sinase) no Susp.

## Vetos
Um dos pontos vetados pretendia incluir no sistema as medidas socioeducativas, destinada a menores em conflito com a lei. Segundo o ministro Raul Jungmann, estes menores serão de responsabilidade da pasta de Direitos Humanos. Outro ponto equipararia agentes penitenciários aos policiais. O terceiro veto sugeria a equiparação entre aviação policial e avião das Forças Armadas.

## Resultados
No primeiro trimestre de 2019, os assassinatos caíram 24%, sendo registradas 10.324 mortes violentas. Entre as várias causas apresentadas para explicar essa queda está a criação do SUSP. Outras causas incluem a diminuição da tensão entre as facções depois da crise nos presídios e programas estaduais de redução da violência.

## PEC
Em julho de 2024, o Ministro da Justiça Ricardo Lewandowski passou a preparar uma PEC para colocar o SUSP na Constituição, dando assim mais poderes sobre a segurança pública para a União, ao invés dos estados. Caso aceita, a PEC transformaria a Polícia Rodoviária Federal em uma polícia ostensiva, com atuação também em ferrovias e hidrovias. Ela também possivelmente substituiria a Força Nacional. Já a Polícia Federal seria mantida como uma polícia jurídica.